# Beatrix Neundlinger

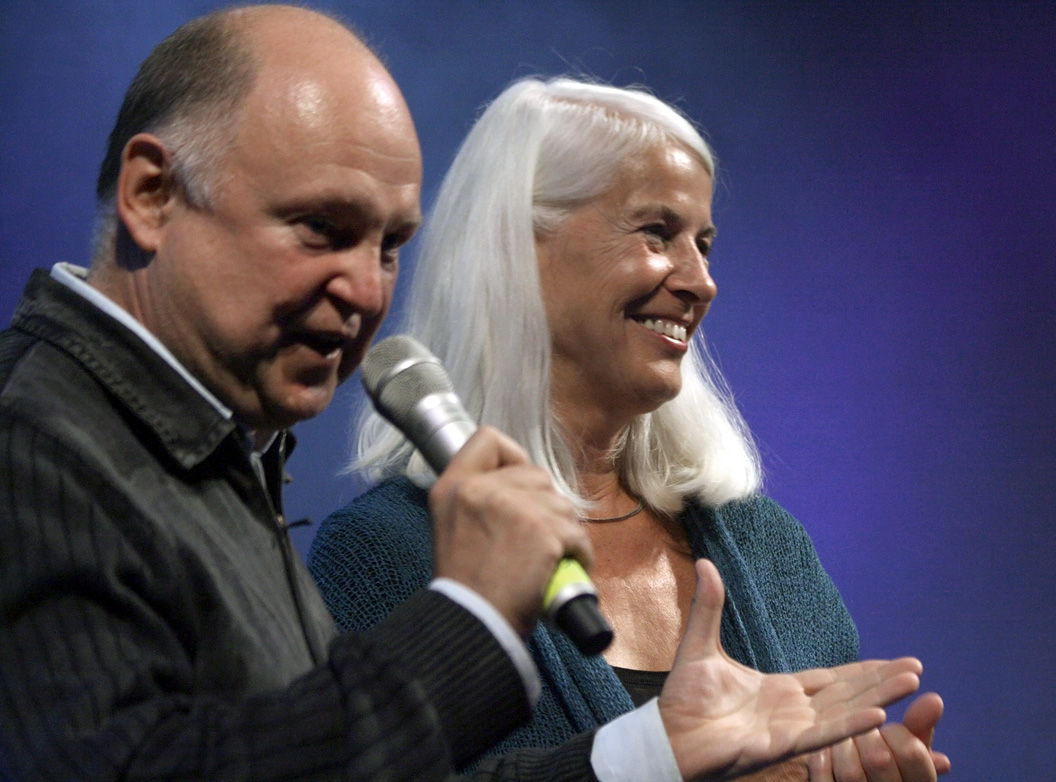
Beatrix Neundlinger mit Sepp Stranig, Integrationshaus Wien (2011)

Beatrix Neundlinger (* 5. März 1947 in Wien) ist eine österreichische Musikerin. Sie war Gründungsmitglied der Gruppe Milestones (ab 1968) und ab 1976 Mitglied der Schmetterlinge.
Nach langjähriger musikalischer Abstinenz gründete sie 2004 die Musikgruppe 9dlinger und die geringfügig Beschäftigten. 2007 erscheint die CD Reflexionen mit 10 Liedern, Texte von Heinz R. Unger, Musik geschrieben von Peter Marnul. Neben Neundlinger musizieren (und singen): Peter Marnul, Adula Ibn Quadr, Peter Rosmanith, Alfred Stütz. Mit Kompositionsbeiträgen für Saxofon von Ilse Riedler; Tonbeiträgen von Future Sibanda (FuFu), Silethemba Magonya, Nomathamsanqa Mkhwananzi und Sibonisiwe Sithole vom Ensemble Iyasa aus Simbabwe und mit Blues-Harp von Willi Resetarits.
Ihr viertes Bandprojekt, 2015/2016 zusammen mit vier Musikern aus Salzburg begonnen, heißt Zelinzki. Dieser Name steht für die Band und zugleich für eine fiktive Figur, Robert Zelinzki, jun. die man über dessen gefundenes Tagebuch sprechen lässt. Die Gruppe Zelinzki trat 2017 und 2018 in Salzburg und Konstanz mit Neundlinger auf, 2022 und 2023 im Set eines Bahnwaggonabteils ohne Neundlinger.
Neundlinger ist Sängerin, Flötistin (Querflöte) und Saxofonistin. Sie ist Gründungsmitglied des Wiener Integrationshauses, in dessen Vorstand sie tätig ist. Seit 2002 arbeitet Neundlinger in der Erwachsenenbildung als Coachin und Supervisorin. Im April 2009 erhielt sie das Goldene Verdienstzeichen des Landes Wien.

## Familie
Trixi ist die dritte von vier Schwestern und in Wien aufgewachsen. Mit Willi Resetarits, mit dem sie auch bei den Schmetterlingen musizierte, hat sie eine Tochter (* 1981) und einen Sohn (* 1983).